# Georges Mikautadze
Pour le joueur géorgien de rugby à XV, voir Konstantin Mikautadze.
Georges Mikautadze (en géorgien : გიორგი მიქაუტაძე), né le 31 octobre 2000 à Lyon (France), est un footballeur international géorgien évoluant au poste d'avant-centre à l'Olympique lyonnais. Il possède également la nationalité française, pays dans lequel il est né et a été formé.
Georges Mikautadze est considéré comme l'un des meilleurs joueurs de sa génération au sein de l'équipe de Géorgie, avec laquelle il se fait remarquer en terminant meilleur buteur de l'Euro 2024, permettant à son pays un parcours historique. Il est réputé pour sa vision de jeu, ses dribbles, sa finition et sa technique.
Après une formation 100% lyonnaise au FC Gerland, à l'Olympique lyonnais et à l'AS Saint-Priest, le joueur rejoint le FC Metz en 2017 qui le lancera dans le monde professionnel dès 2020. Prêté au RFC Seraing en Belgique, le joueur devient rapidement une star incontournable de l'équipe et permet au club de montée en Jupiler Pro League, le plus haut échelon du football belge, où Mikautadze maintiendra en grande partie le club la saison suivante.
De retour au FC Metz, il termine meilleur buteur et joueur du championnat de Ligue 2 en 2023 et permet au club de montée en Ligue 1. Après un échec à l'Ajax Amsterdam, le joueur retourne au FC Metz et s'impose comme un joueur solide du championnat.
À l'été 2024, il rejoint l'Olympique lyonnais, son club de cœur, alors en Ligue 1.

## Biographie
Né dans le 2e arrondissement de Lyon dans une famille géorgienne, Georges Mikautadze acquiert la nationalité française le 1er septembre 2005, par l'effet collectif attaché à la naturalisation de sa mère.
Il joue d'abord pour le FC Gerland, passant par l'académie de l'Olympique lyonnais avant de rejoindre l'AS Saint-Priest puis le FC Metz en 2017,,,.

### En club

#### Débuts avec l'équipe réserve du FC Metz (2018-2019)
Le 10 mars 2018, Georges Mikautadze dispute ses premières minutes sous les couleurs de l'équipe réserve du FC Metz en National 3 face à l'AS Prix-lès-Mézières. C'est le 28 avril 2018 que Georges inscrit son premier but dans le "derby de l'Est" face à l'équipe réserve du RC Strasbourg, permettant le match nul à son équipe.
Descendu en Régional 1 pour la saison 2018-2019, il dispute un total de quatre matchs pour quatre buts. Le club obtient la montée en fin de saison en National 3, permettant à Mikautadze d'obtenir son premier trophée en amateur.
La saison suivante en National 3, le joueur participe à douze matchs en étant titulaire indiscutable et inscrit un total de cinq buts avec l'équipe réserve.

#### Premier contrat pro au FC Metz (2019-2020)
Le 7 décembre 2019, Georges Mikautadze joue son premier match professionnel avec les Messins à l'occasion de la 17e journée de Ligue 1 face à l'OGC Nice. Il remplace Thomas Delaine à la 83e minute sans permettre à Metz de rattraper le score, son équipe finissant par perdre la rencontre 4 buts à 1,,.
Il signe son premier contrat professionnel trois jours plus tard, contrat prenant effet le 1er juillet 2020 et le liant en club jusqu'en juin 2023,,.

#### Prêt au RFC Seraing (2020-2021)
En 2020, Georges Mikautadze fait partie des six jeunes joueurs prêtés pour une saison au RFC Seraing, club belge racheté par le groupe d'investisseurs du FC Metz en 2014.
Le 24 août 2020, Georges Mikautadze joue son premier match avec le club de Seraing en deuxième division belge. Il marque non seulement son premier but professionnel à la dixième minute de jeu sur penalty, mais réalise en tout un quadruplé en marquant trois autres buts en deuxième mi-temps, ce qui permet aux siens de s'imposer 3-5 contre le Lommel SK,,.
Après ce premier quadruplé, il enchaîne les titularisations et les buts en marquant plus de 15 fois en seulement 9 rencontres jouées,,, impressionnant les observateurs du championnat, et permettant notamment à son équipe de s'installer à la deuxième place de la Division 1B avant la trêve internationale, fin mars 2021.
Rentré blessé de son premier séjour en équipe nationale, il est cependant sacré « Métallo d'or » (meilleur joueur des siens sur la saison en cours) et de se maintenir dans la course pour le titre de meilleur buteur de son championnat, bien qu'il soit mis au repos lors la dernière journée en vue des barrages de promotion. Il est couronné meilleur buteur du Division 1B avec 19 réalisations pour 21 matchs joués.
Lors de la double confrontation face au dix-septième de première division, Waasland-Beveren, pour la montée en Division 1A, Georges Mikautadze marque à trois reprises (une fois à l'aller et deux fois au retour) et participe ainsi pleinement à la promotion de son équipe en Jupiler Pro League.
Il termine la saison 2020-2021 avec 22 buts inscrits et 2 passes décisives sur un total de 24 rencontres jouées.

#### Retour à Metz puis nouveau prêt au RFC Seraing (2021-2022)
Le 12 mars 2021, le FC Metz annonce la prolongation de Georges Mikautadze avec le club lorrain jusqu'en juin 2025.
Georges Mikautadze s'entraîne avec l'effectif professionnel de Metz au début de la saison 2021-2022, en Ligue 1, sous la direction de Frédéric Antonetti. Lors de la première journée, contre le LOSC Lille, il entre en jeu lors du temps additionnel, alors que le FC Metz mène 3-2, mais rate une frappe, permettant une contre-attaque et finalement à un but égalisateur lillois sur la dernière action du match,. Frédéric Antonetti décide alors de ne plus lui faire confiance pour les autres journées et Georges Mikautadze demande au club d'être de nouveau prêté au RFC Seraing, ce qui est fait à la fin du mois d'août.
Il réalise une bonne seconde saison à Seraing, avec 14 buts en 33 matchs officiels, participant au maintien du club en Jupiler Pro League et marquant même le seul but des play-offs. Jean-Louis Garcia, entraîneur de Seraing entre janvier et mai 2022, affirme ne pas comprendre pourquoi un joueur de son niveau était prêté dans son club.

#### Meilleur buteur et joueur de Ligue 2 à son retour à Metz (2022-2023)
Lors de la saison 2022-2023, il s'impose cette fois comme titulaire indiscutable et buteur prolifique avec un FC Metz qui truste les premières places de Ligue 2 : avec 23 buts et 7 passes décisives au 3 juin, il figure en tête du classement des buteurs de la compétition. Il est élu cette saison meilleur joueur en Ligue 2 aux Trophées UNFP du football 2023, et fait partie de l'équipe-type de la saison.

#### Ajax Amsterdam (2023-2024)
Le 30 août 2023, Georges Mikautadze s'engage en faveur de l'Ajax Amsterdam en signant un contrat de cinq ans, jusqu'en 2028,. L'indemnité de son transfert est estimée à 16 millions d'euros, avec trois millions d'euros de bonus,.
Le 3 septembre, Mikautadze est titulaire dès son premier match contre le Fortuna Sittard, comptant pour la quatrième journée d'Eredivisie (0-0).

#### Retour à Metz (2024)
Finalement, le passage en Eredivisie sera de courte durée. N'ayant pas convaincu et n'étant plus dans les plans de l'Ajax, il revient en janvier 2024 à Metz sous forme de prêt avec option d'achat à 13 millions d'euros.
Malgré une excellente demi-saison (12 buts et 3 passes décisives en 19 matchs de Ligue 1), le FC Metz redescend en Ligue 2 à l'issue de la saison 2023-2024.
Le club lorrain lève tout de même l'option d'achat du prêt de 13 millions d'euros après son excellent Euro 2024.

#### Retour à l'Olympique lyonnais (depuis 2024)
Durant l'été 2024, Georges Mikautadze est en discussion avancée avec l'AS Monaco. Cependant il refuse finalement le club de la principauté, pourtant qualifié en Ligue des champions, afin de s'engager à l'Olympique lyonnais, club où le joueur a effectué sa formation aux côtés de joueurs comme Maxence Caqueret ou Pierre Kalulu, mais où il n'a pas été conservé dans la catégorie des moins de quinze ans du fait d'une petite taille et d'un physique frêle. 
Le 18 juillet 2024, il signe un contrat de quatre ans avec le club pour un montant de 18,5 millions d'euros hors bonus, et devient par la même occasion le premier Géorgien de l'histoire du club.
Le 18 août 2024, Mikautadze joue son premier match en compétition officielle avec l'Olympique lyonnais face au Stade rennais FC en Ligue 1 et rate son penalty face à Steve Mandanda à la 71e minute de jeu, l'OL s'incline au final trois buts à zéro. Le 20 octobre 2024, le joueur est décisif pour la première fois avec son nouveau club lors de la huitième journée de Ligue 1 face au Havre AC en offrant une passe décisive à Saïd Benrahma (victoire quatre buts à zéro). Le 27 octobre 2024, Mikautadze inscrit son premier but (et par la même occasion son premier doublé) avec l'Olympique lyonnais face à l'AJ Auxerre lors de la neuvième journée de Ligue 1 (match nul deux buts partout). Il ouvre son compteur but en Ligue Europa lors de sa deuxième titularisation le 28 novembre 2024, avec un doublé offrant la victoire de son équipe quatre buts à un face à Qarabağ FK.
Au terme de sa première saison avec l'Olympique lyonnais, il atteint la barre des 17 buts et 10 passes décisives en 47 matchs toutes compétitions confondues, participant grandement à la qualification de son club en coupe d'Europe pour la saison suivante,. 

### En sélection
Georges Mikautadze est appelé une première fois en équipe de Géorgie par l'ex-international français Willy Sagnol en mars 2021 pour les éliminatoires de la Coupe du monde,,.
Il fait ses débuts sur la scène internationale le 25 mars 2021, entrant en jeu à la 84e minute du match contre la Suède de Zlatan Ibrahimović à Solna, où les Géorgiens s'inclinent 1-0 à l'issue d'un match serré,. Blessé après ce premier match, il ne prend ainsi ni part au match contre l'Espagne, où les Géorgiens mènent au score et ne sont défaits que dans les derniers instant, ni au match nul contre la Grèce.
Le 2 juin 2021, il est titulaire et buteur lors de la victoire 2-1 contre la Roumanie en match amical, la première du mandat de Willy Sagnol.
Enchainant les convocations avec la Géorgie, il connait néanmoins plusieurs blessures qui le privent de plusieurs victoires remarquées de sa sélection en éliminatoires de la Coupe du monde, contre le Kosovo en octobre, et la Suède en novembre 2021,,.
Le 12 octobre 2023, Mikautadze devient le premier international géorgien à inscrire un quadruplé lors d'un succès 8-0 en amical contre la Thaïlande, plus large victoire de l'histoire de la sélection.
Le 22 mai 2024, il fait partie de la liste des 26 joueurs convoqués par Willy Sagnol pour disputer l'Euro 2024. Le 18 juin, lors du premier match de poules face à la Turquie, il inscrit l'unique but géorgien de la rencontre. De ce fait, Mikautadze inscrit le premier but de l'histoire de la Géorgie dans un championnat d'Europe. Il marque à nouveau, sur penalty, quatre jours plus tard contre la Tchéquie et permet aux siens d'obtenir un match nul 1-1 et le premier point de l'histoire de la sélection dans un Euro. Lors du dernier match de poule contre le Portugal, considéré comme le favori du groupe, Mikautadze adresse une passe décisive à Khvicha Kvaratskhelia puis inscrit un nouveau but sur penalty qui valide une victoire surprise 2-0. La Géorgie se classe troisième de son groupe mais se qualifie en tant qu'un des meilleurs troisièmes, un événement historique pour la sélection puisqu'elle atteint les phases finales d'une compétition majeure pour la toute première fois,. Le buteur géorgien est le meilleur réalisateur de la phase de poules avec trois buts inscrits. La Géorgie termine son parcours de l'Euro 2024 contre l'Espagne (défaite 4-1) en huitièmes de finale de la compétition, et Mikautadze termine meilleur buteur de la sélection lors de l'Euro. À la fin de la compétition, Mikautadze termine co-meilleur buteur de l'Euro 2024.
| Nombre | Date         | Lieu          | Adversaire  | Buts | Tour   |
| 1er    | 18 juin 2024 | Dortmund      | Turquie     | 1    | Poules |
| 2e     | 22 juin 2024 | Hambourg      | Rép.Tchèque | 1    | Poules |
| 3e     | 26 juin 2024 | Gelsenkirchen | Portugal    | 1    | Poules |

Lors de son premier match de Ligue des nations de l'UEFA de sa carrière, Georges marque son premier but de la saison face à la Tchéquie, la Géorgie s'impose quatre buts à un.

## Statistiques

### Statistiques générales
| Saison                | Club                  | Championnat           | Championnat | Championnat | Championnat | Coupe(s) nationale(s) | Coupe(s) nationale(s) | Coupe(s) nationale(s) | Compétition(s) continentale(s) | Compétition(s) continentale(s) | Compétition(s) continentale(s) | Compétition(s) continentale(s) | Play-offs | Play-offs | Play-offs | Total | Total | Total |
| Saison                | Club                  | Division              | M.          | B.          | P.d.        | M.                    | B.                    | P.d.                  | Comp.                          | M.                             | B.                             | P.d.                           | M.        | B.        | P.d.      | M.    | B.    | P.d.  |
| 2017-2018             | FC Metz rés.          | National 3            | 6           | 1           | -           | -                     | -                     | -                     | -                              | -                              | -                              | -                              | -         | -         | -         | 6     | 1     | 0     |
| 2018-2019             | FC Metz rés.          | Régional 1            | 4           | 4           | -           | -                     | -                     | -                     | -                              | -                              | -                              | -                              | -         | -         | -         | 4     | 4     | 0     |
| 2019-2020             | FC Metz rés.          | National 3            | 17          | 8           | -           | -                     | -                     | -                     | -                              | -                              | -                              | -                              | -         | -         | -         | 17    | 8     | 0     |
| Sous-total            | Sous-total            | Sous-total            | 27          | 13          | -           | -                     | -                     | -                     | -                              | -                              | -                              | -                              | -         | -         | -         | 27    | 13    | 0     |
| 2019-2020             | FC Metz               | Ligue 1               | 1           | 0           | 0           | -                     | -                     | -                     | -                              | -                              | -                              | -                              | -         | -         | -         | 1     | 0     | 0     |
| 2021-2022             | FC Metz               | Ligue 1               | 1           | 0           | 0           | -                     | -                     | -                     | -                              | -                              | -                              | -                              | -         | -         | -         | 1     | 0     | 0     |
| 2022-2023             | FC Metz               | Ligue 2               | 37          | 23          | 7           | 3                     | 1                     | 1                     | -                              | -                              | -                              | -                              | -         | -         | -         | 40    | 24    | 8     |
| 2023-2024             | FC Metz               | Ligue 1               | 3           | 2           | 1           | -                     | -                     | -                     | -                              | -                              | -                              | -                              | -         | -         | -         | 3     | 2     | 1     |
| Sous-total            | Sous-total            | Sous-total            | 42          | 25          | 8           | 3                     | 1                     | 1                     | -                              | -                              | -                              | -                              | -         | -         | -         | 45    | 26    | 9     |
| 2020-2021             | RFC Seraing (prêt)    | Division 1B           | 21          | 19          | 1           | 1                     | 0                     | 0                     | -                              | -                              | -                              | -                              | 2         | 3         | 1         | 24    | 22    | 2     |
| 2021-2022             | RFC Seraing (prêt)    | Division 1A           | 28          | 9           | 1           | 3                     | 4                     | 1                     | -                              | -                              | -                              | -                              | 2         | 1         | 0         | 33    | 14    | 2     |
| Sous-total            | Sous-total            | Sous-total            | 49          | 28          | 2           | 4                     | 4                     | 1                     | -                              | -                              | -                              | -                              | 4         | 4         | 1         | 57    | 36    | 4     |
| 2023-2024             | Ajax Amsterdam        | Eredivisie            | 6           | 0           | 0           | 1                     | 0                     | 0                     | C3                             | 2                              | 0                              | 0                              | -         | -         | -         | 9     | 0     | 0     |
| 2023-2024             | FC Metz (prêt)        | Ligue 1               | 17          | 11          | 3           | -                     | -                     | -                     | -                              | -                              | -                              | -                              | 2         | 1         | 0         | 19    | 12    | 3     |
| 2024-2025             | Olympique lyonnais    | Ligue 1               | 34          | 11          | 6           | 2                     | 2                     | 0                     | C3                             | 11                             | 4                              | 4                              | -         | -         | -         | 47    | 17    | 10    |
| 2025-2026             | Olympique lyonnais    | Ligue 1               | 1           | 1           | 0           | -                     | -                     | -                     | C3                             | -                              | -                              | -                              | -         | -         | -         | 1     | 1     | 0     |
| Sous-total            | Sous-total            | Sous-total            | 35          | 12          | 6           | 2                     | 2                     | 0                     | -                              | 11                             | 4                              | 4                              | -         | -         | -         | 48    | 18    | 10    |
| Total sur la carrière | Total sur la carrière | Total sur la carrière | 176         | 89          | 19          | 10                    | 7                     | 2                     | -                              | 13                             | 4                              | 4                              | 6         | 5         | 1         | 205   | 105   | 26    |

### Liste des matchs internationaux
Le premier match international de Georges Mikautadze avec l'équipe de Géorgie a lieu le 25 mars 2021 face à la Suède lors des éliminatoires de la Coupe du monde 2022.
Au total, le bilan en sélection pour Mikautadze est de 37 matchs pour 20 buts et 3 passes décisives.

### En sélections nationales
| Saison                | Sélection             | Phases finales        | Phases finales | Phases finales | Phases finales | Éliminatoires | Éliminatoires | Éliminatoires | Ligue des Nations | Ligue des Nations | Ligue des Nations | Matchs amicaux | Matchs amicaux | Matchs amicaux | Total | Total | Total |
| Saison                | Sélection             | Compétition           | M              | B              | Pd             | M             | B             | Pd            | M                 | B                 | Pd                | M              | B              | Pd             | M     | B     | Pd    |
| --------------------- | --------------------- | --------------------- | -------------- | -------------- | -------------- | ------------- | ------------- | ------------- | ----------------- | ----------------- | ----------------- | -------------- | -------------- | -------------- | ----- | ----- | ----- |
| 2020-2021             | Géorgie               | -                     | -              | -              | -              | 1             | 0             | 0             | -                 | -                 | -                 | 2              | 1              | 0              | 3     | 1     | 0     |
| 2021-2022             | Géorgie               | -                     | -              | -              | -              | 3             | 0             | 0             | 4                 | 1                 | 1                 | 1              | 0              | 0              | 8     | 1     | 1     |
| 2022-2023             | Géorgie               | -                     | -              | -              | -              | 3             | 2             | 0             | 2                 | 0                 | 0                 | -              | -              | -              | 5     | 2     | 0     |
| 2023-2024             | Géorgie               | Euro 2024             | 4              | 3              | 1              | 7             | 1             | 0             | -                 | -                 | -                 | 2              | 5              | 0              | 13    | 9     | 1     |
| 2024-2025             | Géorgie               | -                     | -              | -              | -              | -             | -             | -             | 8                 | 7                 | 1                 | -              | -              | -              | 8     | 7     | 1     |
| Total sur la carrière | Total sur la carrière | Total sur la carrière | 4              | 3              | 1              | 14            | 3             | 0             | 14                | 8                 | 2                 | 5              | 6              | 0              | 37    | 20    | 3     |

Mis à jour le 23 mars 2025

## Palmarès

### En club
Georges Mikautadze ne remporte aucun trophée au cours de sa carrière professionnelle, néanmoins, le joueur termine vice-champion de Challenger Pro League en 2021 avec le RFC Seraing, ainsi que vice-champion de Ligue 2 avec le FC Metz en 2023.
En amateur, Mikautadze remporte le championnat de Régional 1 en 2019 avec l'équipe réserve du FC Metz.
| RFC Seraing                                     | FC Metz                                                               |
| ----------------------------------------------- | --------------------------------------------------------------------- |
| - Challenger Pro League - Vice-champion : 2021. | - Régional 1 rés. - Champion : 2019 - Ligue 2 - Vice-champion : 2023. |

## Œuvres philanthropiques
En janvier 2025, Georges Mikautadze organise une opération caritative en faveur des enfants malades de l’Hôpital Femme Mère Enfant de Bron, en collaboration avec sa sœur.
En plus d'un don personnel, le joueur distribue des cadeaux et des peluches de certains supporters de l'Olympique lyonnais aux enfants malades durant deux jours.